# فورمان إس. أكتون
فورمان إس. أكتون (بالإنجليزية: Forman S. Acton)‏ هو عالم حاسوب أمريكي، ولد في 10 أغسطس 1920 في سالم في الولايات المتحدة، وتوفي في 18 فبراير 2014 في وودستاون في الولايات المتحدة.